# Alberto Moreno
Alberto Moreno Pérez (født 5. juli 1992) er en spansk fodboldspiller, der spiller som venstre back for Como. Han debuterede for Liverpool i 1-3-nederlaget til Manchester City på Etihad Stadium i anden spillerunde. I runden efter, den 31. august 2014, mod Tottenham Hotspur scorede Moreno sit første mål i det 60. minut til stillingen 3-0, hvilket også var slutresultatet.
Inden han skiftede til Liverpool, spillede Alberto Moreno i Sevilla.